# Boloria napaea
Boloria napaea là một loài bướm ngày thuộc họ Nymphalidae. In châu Âu the species được tìm thấy ở Anpơ, vùng núi phía bắc Scandinavia và ở phía đông Pyrenees. In Bắc Mỹ it được tìm thấy ở Alaska, tây bắc Canada và in small populations in the Canadian part of the Dãy núi Rocky, Alberta và Wyoming. In châu Á it được tìm thấy ở Xibia, dãy núi Altay và tỉnh Amur.

### Boloria napaea napaea

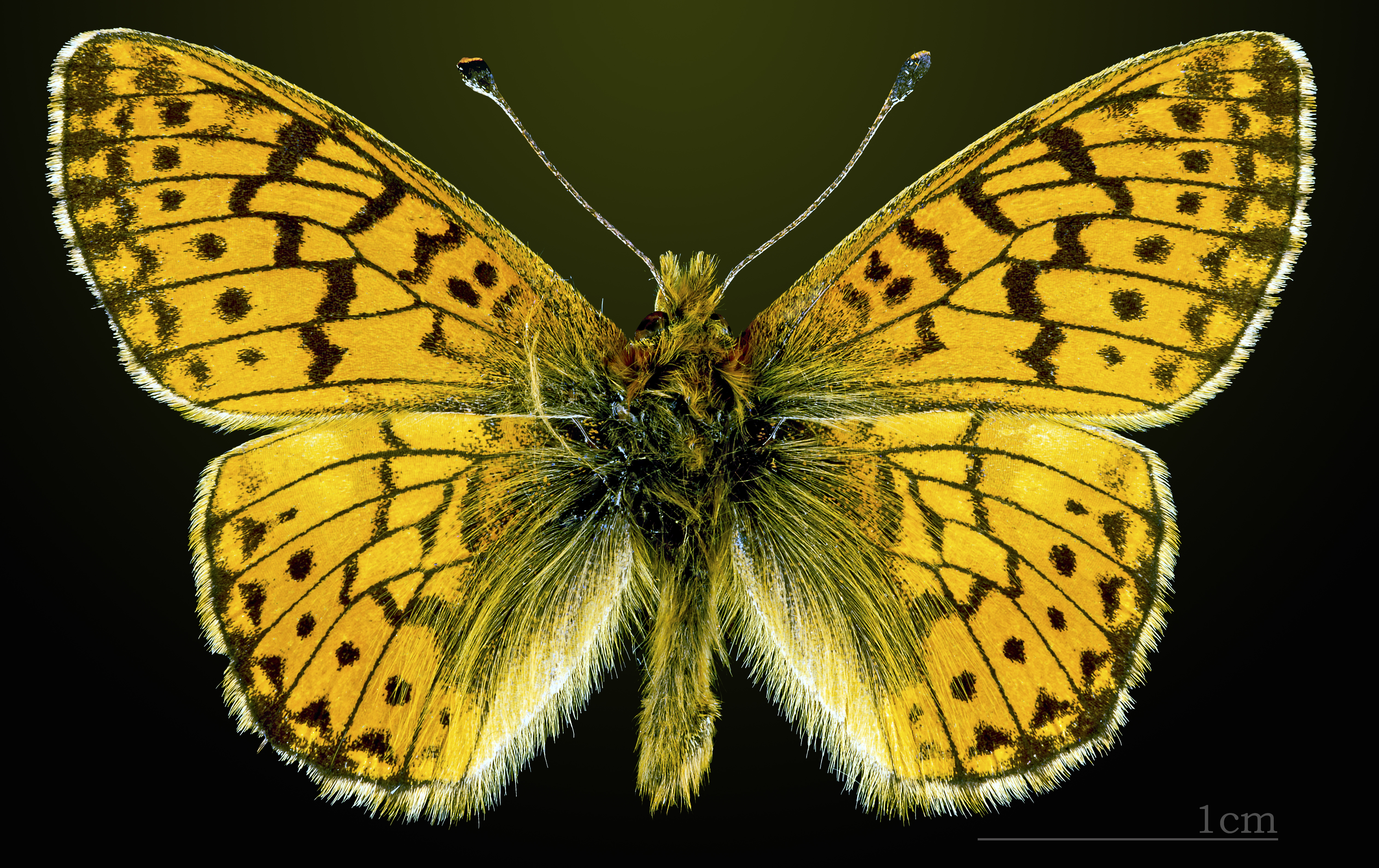
♂
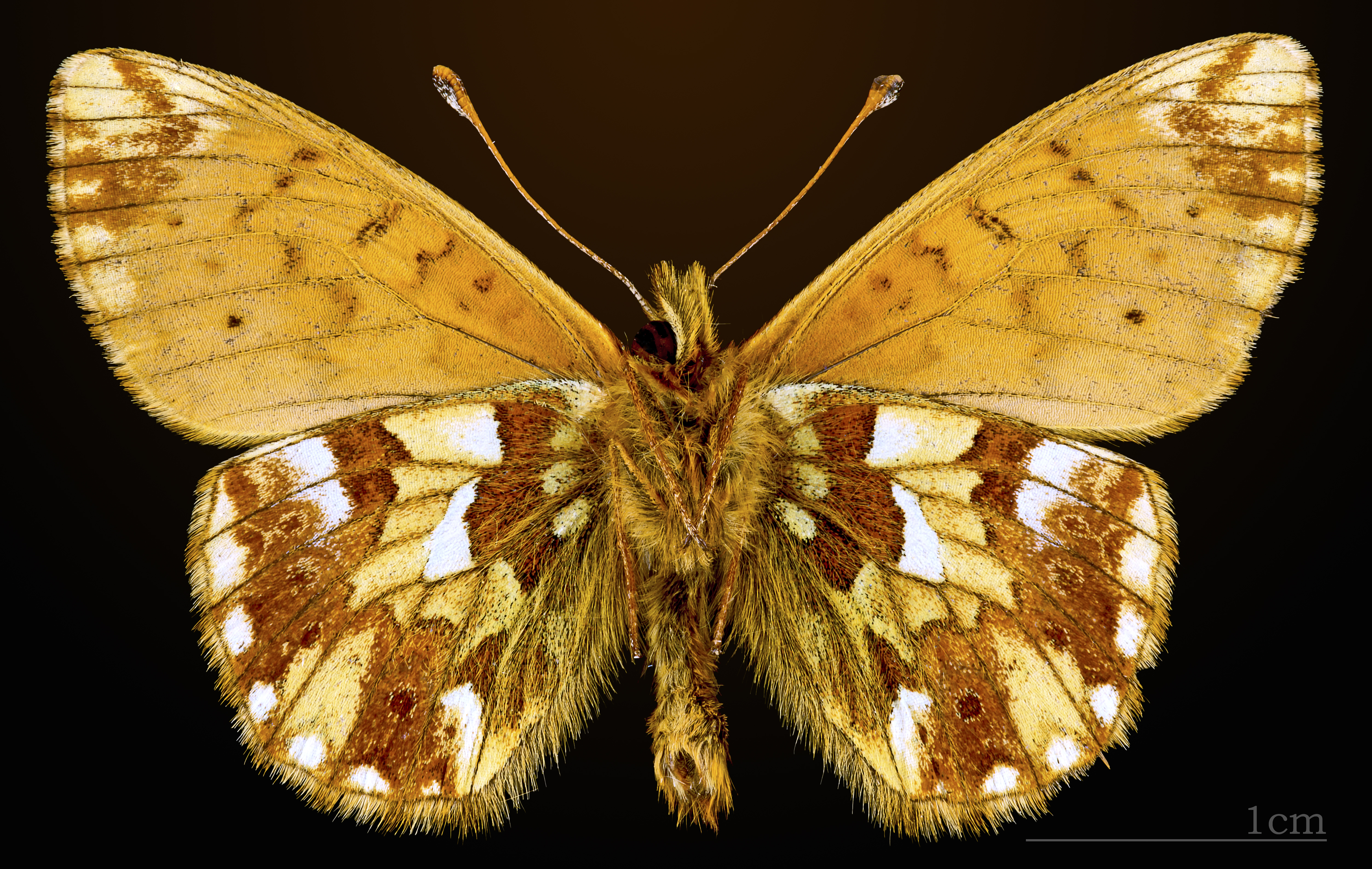
♂ △
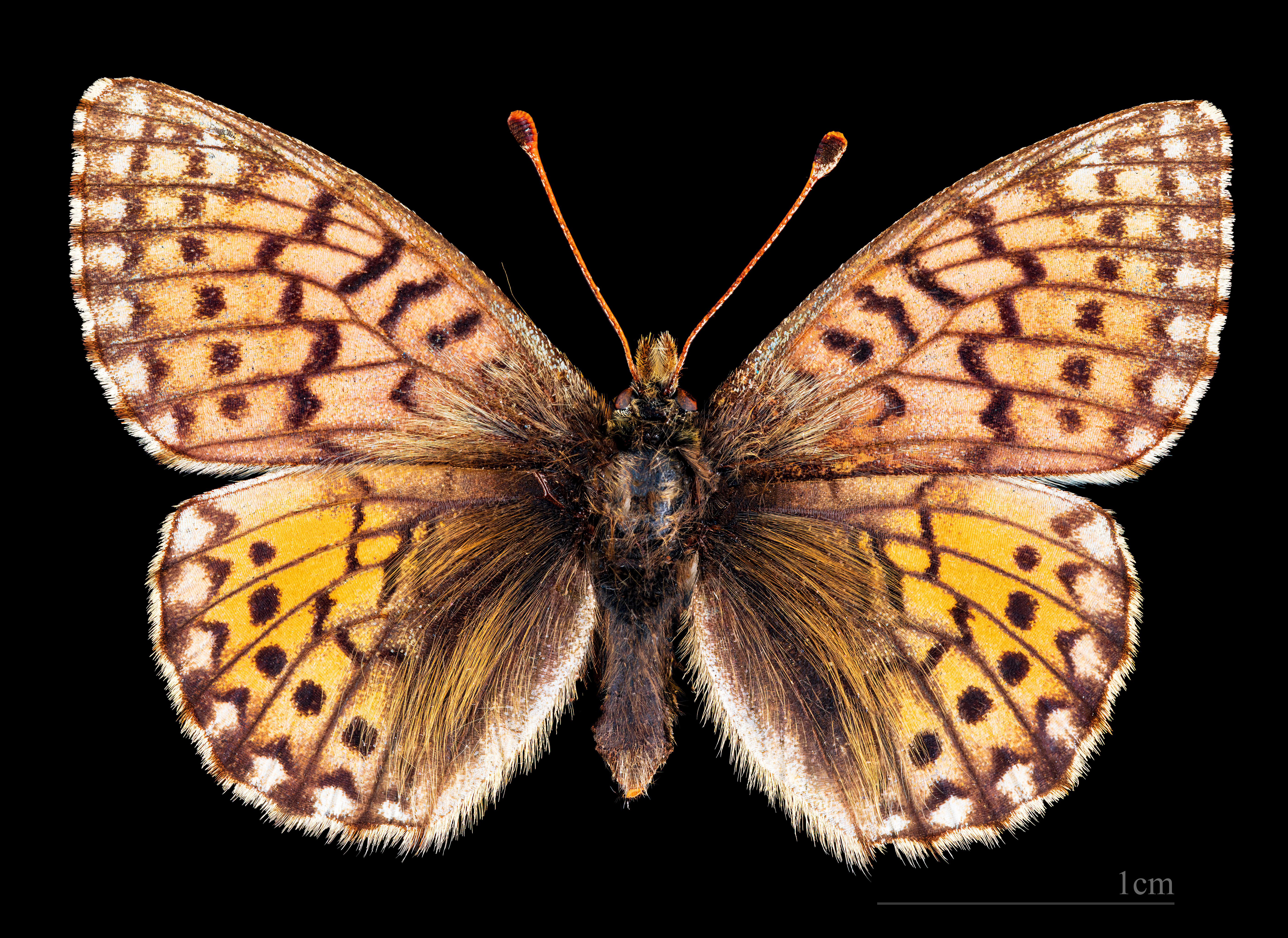
♀
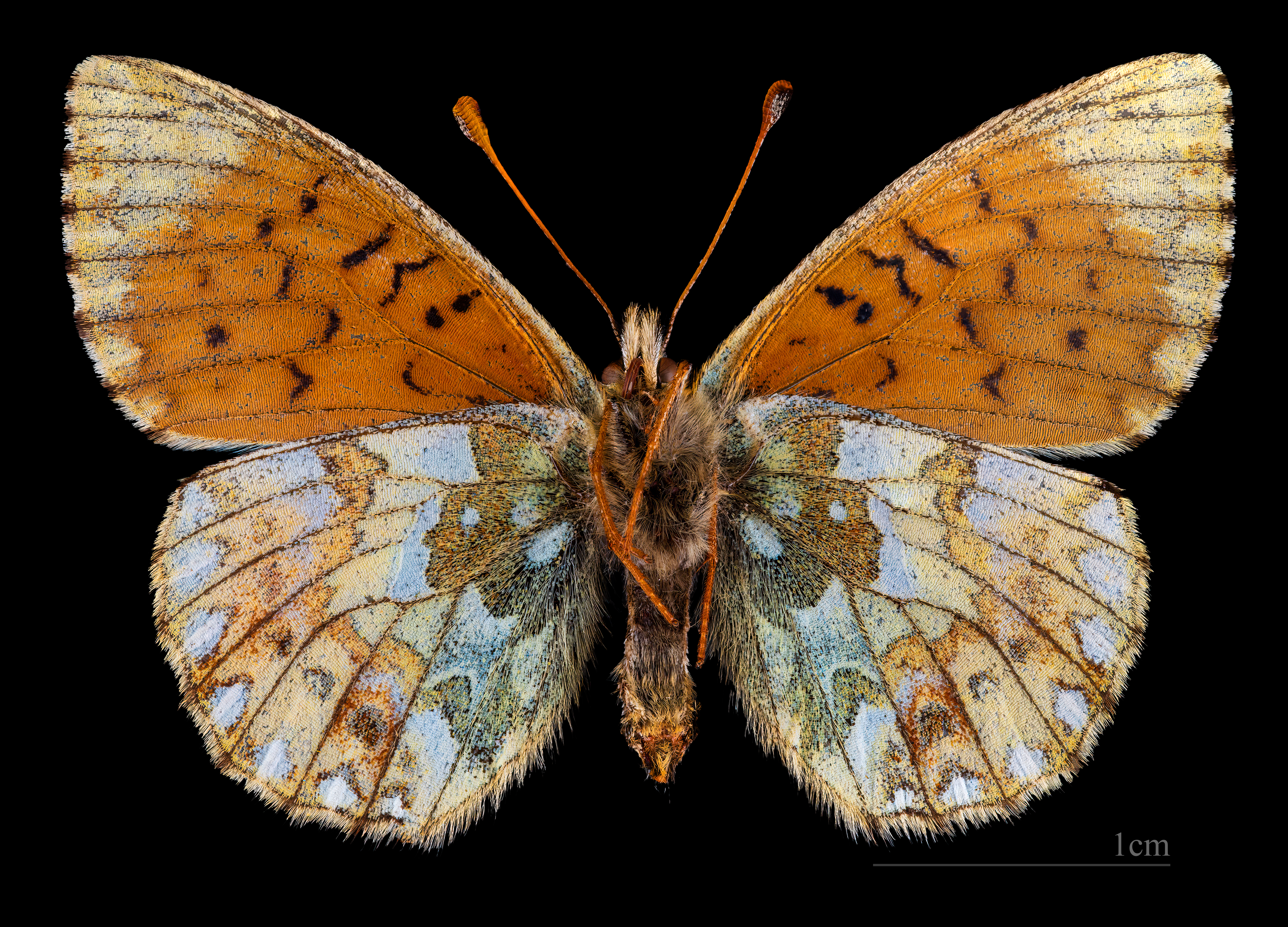
♀ △

## Sự miêu tả
Sải cánh dài 35–48 mm. Chúng bay từ tháng 6 đến tháng 8 tùy theo địa đi ểm.

## Sinh học
In Europa Ấu trùng ăn các loài Viola, especially Viola biflora và also Polygonum viviparum. In North America it also feeds on Polygonum bistortoides.